# Vlajka Pitcairnových ostrovů

Pitcairnská vlajka
Poměr stran: 1:2

Britská námořní vlajka
Poměr stran: 1:2

Vlajka Pitcairnových ostrovů, zámořského území Spojeného království, je tvořena britskou státní námořní vlajkou (Blue Ensign) o poměru stran 1:2 s pitcairnským vlajkovým emblémem (anglicky badge) z roku 1969 ve vlající části.
Do modrého štítu znaku je zespodu vsunutý zelený klín se žlutým lemováním. V něm je bible v bílé barvě a žlutá kotva z lodě Bounty, symbolizující původ místního obyvatelstva. Nad štítem je helma, v klenbě je zelený trávník s pitcairnským kolečkem a větvička jambosy, myrtovité rostliny, která je na ostrově Pitcairn poměrně rozšířená.
Guvernér Pitcairnových ostrovů užívá standardní vlajku, tvořenou  britským Union Jackem s pitcairnským znakem uprostřed.

## Historie
Vlajka byla přijata 2. dubna 1984.

## Galerie

Vlajka pitcairnského guvernéra Poměr stran: 1:2
Pitcairnský znak